# Umikaze (1936)
Pour les autres navires du même nom, voir Umikaze.
L'Umikaze (海風) était un destroyer de classe Shiratsuyu en service dans la Marine impériale japonaise pendant la Seconde Guerre mondiale.

## Historique
Au moment de l'attaque sur Pearl Harbor, l'Umikaze rejoint la 24e division de destroyers de la 4e escadre de destroyers de la 2e flotte. Il quitte Palaos en compagnie de ses sister-ships Yamakaze, Kawakaze et Suzukaze, participant à la bataille des Philippines pour couvrir les débarquements à Legaspi et dans la baie de Lamon. À partir de janvier 1942, il participe à des opérations dans les Indes néerlandaises, dont les invasions de Tarakan, Balikpapan et Makassar. Après avoir participé à l'invasion de l'est de Java, l'Umikaze escorte un convoi dans le Pacifique, échappant alors à la bataille de la mer de Java.
En avril, l'Umikaze participe à l'invasion de Panay et de Negros (Philippines). Le 10 avril, il rejoint la 1re flotte puis retourne à l'arsenal naval de Sasebo pour des réparations à la fin de mai.
Au cours de la bataille de Midway du 4 au 6 juin, l'Umikaze fait partie de la force de garde des Aléoutiennes (groupe de soutien du Pacifique Nord), commandé par l'Amiral Shirō Takasu. Il est ensuite réaffecté dans la 2e flotte le 14 juillet, après la suppression de l'opération.
L'Umikaze escorte le porte-avion Chitose de Yokosuka à Truk à la mi-août. Jusqu'à la fin du mois de septembre, il effectue onze “Tokyo Express” vers Guadalcanal. Au cours d'une mission le 24 septembre, il est endommagé par un avion américain, tuant huit membres d'équipage et nécessitant un retour à Truk pour des réparations. En octobre, il participe à deux missions de bombardement sur Henderson Field (Guadalcanal), et le 26 octobre, fait partie de la force de l'Amiral Nobutake Kondô lors de la bataille des îles Santa Cruz. Après avoir accompagné les croiseurs Suzuya et Maya vers les Shortland et avoir escorté un autre “Tokyo Express” vers Guadalcanal le 7 novembre, l'Umikaze prend part à la première bataille navale de Guadalcanal dans la nuit du 12 au 13 novembre 1942. Pendant un convoi de transport de troupes à Buna, l'Umikaze subi de lourds dégâts après une frappe aérienne de bombardiers Boeing B-17 de l'USAAF. Il est remorqué jusqu'à Rabaul par le destroyer Asashio pour des réparations d'urgence. L'Umikaze retourne à Sasebo pour d'autres réparations effectuées partir du 5 janvier 1943.
L'Umikaze reprend la mer à la fin du mois de février 1943, escortant un convoi de troupes à Truk, puis effectuant des patrouilles au large de Truk à la fin du mois d'avril. En mai, après une escorte de transport de troupes vers Kolombangara, il accompagne le cuirassé Musashi de Truk à Yokosuka, de retour avec les porte-avions Chūyō and Unyō. En juin, il continue ses missions d'escorte vers Ponape et Nauru puis entre Truk et les îles japonaises jusqu'à la fin de novembre.
Après un séjour en carénage, le destroyer reprend la mer à la fin de décembre, escortant un convoi de troupes à Truk, tout en patrouillant au large de Saipan à partir de la mi-janvier 1944. Le 1er février 1944, alors qu'il escorte un convoi de Saipan à Truk, l'Umikaze est torpillé et coulé par le sous-marin USS Guardfish, au sud de l'atoll de Truk (7° 10′ N, 151° 43′ E). Il sombre lentement, emportant 50 des 265 membres d'équipage.
Il est rayé des listes de la marine le 31 mars 1944.